# 瑟夏·羅南
瑟夏·烏娜·羅南（英語：Saoirse Una Ronan，/ˈsɜːrʃə ˈuːnə ˈroʊnən/ SUR-shə；1994年4月12日—）是一位愛爾蘭女演員。她曾得到四次奧斯卡金像獎提名：一次是《贖罪》（2007）獲得最佳女配角獎提名，另外三次分別憑《愛在他鄉》（2015）、《淑女鳥》（2017）和《她們》（2019）獲得最佳女主角獎提名。2018年，羅南憑著《淑女鳥》的出色演出奪得金球獎最佳音樂及喜劇類電影女主角。此外她還獲得三次英國電影學院獎提名，兩次金球獎提名，兩次美國演員工會獎提名和榮獲兩次衛星獎。
她首次出演的電影為浪漫喜劇片《情不自禁愛上你》（2007）。其它作品有《微光城市－黑暗之光首部曲》（2008），《蘇西的世界》（2009），《自由之路》（2010），《少女殺手的奇幻旅程》（2011），《血染拜占庭》（2012），《宿主》（2013），《我的生存之道》（2013）和《歡迎來到布達佩斯大飯店》（2014）。

## 名稱
「瑟夏」在蓋爾語中有「自由」之意；「羅南」則有「小海豹」的意思。
其本人強調名字的發音是「Sir-shah」（漢語音近「瑟夏」、粵語音近「舒莎」，以單字「sir」引導拼音），在愛爾蘭人們唸成「Seer-shah」（漢語音近「希爾夏」、粵語音近「詩（爾）莎」，以單字「seer」引導拼音）。小時候因為沒人唸對她的名字而想過改名，但隨著年齡增長決定絕不改名。也因讀音冷僻，出道至今仍不厭其煩地重申糾正「Ser-sha, like Inertia」，但即使如此還是常有人唸錯。
也由於她的名字發音獨特，所以漢語圈譯名多數並未準確反映英語發音，例如「莎柔絲·羅南」、「莎雪·羅南」（台）、「莎愛絲·露娜」、「茜爾莎·羅倫」（港）和「西爾莎·羅南」（陸）等。

## 早期生活
羅南出生於紐約布朗克斯，是愛爾蘭父母保羅和莫妮卡（娘家姓布倫南）唯一的孩子，父親曾是演員。她在婴孩期有时会到父亲拍电影的片场陪伴他。
羅南3歲時全家搬回愛爾蘭卡洛郡居住，隨後定居於都柏林霍斯。

## 职业生涯

### 2003年－2009年

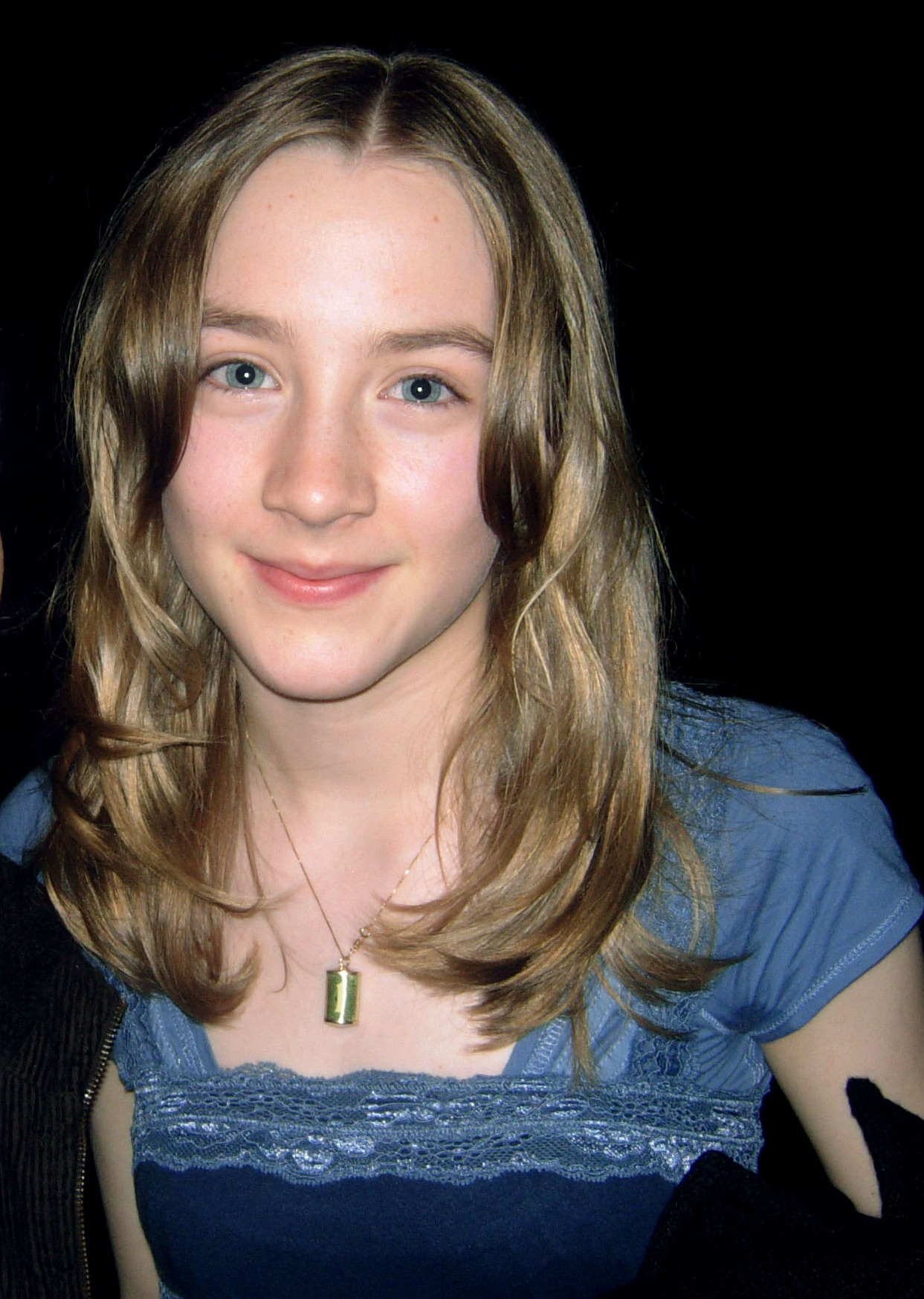
2008年的羅南

2003年，羅南在愛爾蘭廣播電視上出道，参演黄金时段医疗剧《门诊部》和迷你剧《证据》。同时，她为《哈利波特：鳳凰會的密令》中的露娜·羅古德一角试镜，但最终输给了伊凡娜·林奇。
十二岁时，羅南受邀参加电影《赎罪》的试镜，并获选出演少女时期的布里奥妮·泰丽思（Briony Tallis）一角。她在片中与凯拉·奈特利和詹姆斯·麦卡沃伊合作，受到导演乔·莱特的喜爱。这部成本为三千万美元的电影最终在全球席卷一亿三千万美元的票房，也获得了数个奖项和提名，在商业和艺术上取得了双重成功。羅南的表演广受赞誉，获得了英国电影学院奖、金球獎和奥斯卡最佳女配角奖提名，成为最年轻的十位奥斯卡女配提名获得者之一。
羅南的下一部作品是2007年的浪漫喜剧片《情不自禁愛上你》。该片因资金问题直接发行了DVD，反响平淡。2008年，她参演了电影《魔幻奇緣》和《微光城市－黑暗之光首部曲》，她在前者中的表现为她赢得了一项爱尔兰电影电视学院奖。《魔幻奇緣》受到的评价毁誉参半，票房失利，全球总票房仅有八百万美元。奇幻片《微光城市－黑暗之光首部曲》改编自琴娜·杜普洛的同名小说，评价不一，票房表现也很糟糕，远低于投资。
2009年，羅南主演了彼得·杰克逊的影片《可爱的骨头》，其他参演的明星有麗素·慧絲、馬克·華伯格、蘇珊·莎蘭登和史丹利·特治。她的角色是一个十四岁的女孩，被奸杀后在想象中的天国注视自己的亲友面对接下来的生活。羅南和家人起初因电影涉及的主题对接受该角色感到犹豫，但在与彼得·杰克逊见面后同意出演，导演称她“在银幕上看上去棒极了”。尽管影片收到了部分差评，但羅南的表演还是受评论界称赞，她赢得了评论家选择奖最佳年轻演员奖、土星獎最佳年轻演员奖，并收获了英国电影学院奖最佳女主角提名。

### 2010年－现今

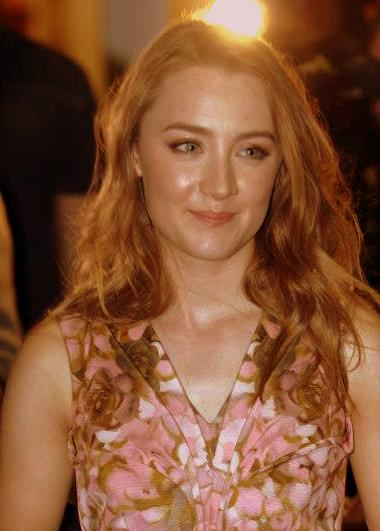
羅南在2012年多伦多国际电影节上参加影片《血染拜占庭 (電影)》的首映式。

在2010年彼得·威尔的电影《自由之路》中，羅南扮演了一位1940年代的波兰孤儿。这部战争片受到了大体上的好评，羅南第四次获得了爱尔兰电影电视学院奖。2011年，她在动作驚悚片《少女殺手的奇幻旅程》中扮演女主角漢娜，与《赎罪》导演喬·萊特再一次合作，其他演员有凯特·布兰切特和艾瑞克·巴納。她再一次获得爱尔兰电影电视学院奖。在《滚石》杂志的一篇影评中，彼得·崔弗斯称羅南为“表演魔法师”。同年，她为米林宏昌的动画片《借物少女艾莉緹》中的女主角英國版配音。羅南曾考虑出演《哈比人》电影系列中的一位精灵，但最终因档期原因退出。
羅南接着参演了2011年的犯罪喜剧片《紫羅蘭與黛西》、2012年的奇幻惊悚片《血染拜占庭》和2013年的科幻片《宿主》。她在2013年的最后一部影片是《我的生存之道》，该片在当年的多倫多國際電影節上放映。

2014年，羅南在韦斯·安德森的影片《布达佩斯大饭店》中出演一个配角，与雷夫·范恩斯、阿德里安·布罗迪、裘德·洛、比爾·莫瑞和蒂達·史雲頓等影星合作。该片口碑极高，也取得了票房上的成功。她还参演了瑞恩·高斯林的导演处女作《謎河》。

## 個人生活
羅南擁有愛爾蘭和美國的雙重公民權。
她從2016年1月開始居住於美國紐約曼哈頓。她與父母關係密切，並與他們一起生活到19歲。她很感謝她的母親，她在十幾歲的時候陪伴她在電影片場，保護她免受不舒服的情況。2018年，羅南在威克洛郡格雷斯通斯購買了一套房子；她在2019年底賣掉了房子。2020年底，她在West Cork買了一套房子。

自2018年以來她一直與蘇格蘭演員傑克·洛登（Jack Lowden ）交往，後者是她在蘇格蘭瑪麗女王中的聯合主演，她在都柏林、倫敦和英格蘭北部之間來回奔波。

她不使用社交媒體，覺得“壓力太大”。由於是英國喜劇演員史蒂芬·佛萊的粉絲，她曾於 2009 年底加入推特，史蒂芬·佛萊對該網站的大量使用有據可查，但她很快就刪除了自己的帳戶。她在2018年2月的一次採訪中說，“我明白為什麼音樂家、記者或公眾眼中的人會這樣做。但表演是另一回事，因為當你工作時，你不是你自己。我在任何人看到我的任何事情上我都不是我......而且自我推銷總是讓我感到非常不舒服。” 

羅南是愛爾蘭防止虐待兒童協會的大使。她與反無家可歸運動Home Sweet Home有關，並支持該組織在2016年非法接管都柏林的一座辦公樓以容納31個無家可歸家庭的行動。同年，她在Hozier的歌曲“ Cherry Wine ”的音樂錄影帶中出現，引起了人們對家庭暴力的關注。2016年，她還支持愛爾蘭的LGBT權利，並與其他女演員和演員一起出現在影片中。她在2019年支持愛爾蘭墮胎合法化。

## 影視作品

### 電影
| † | 表示尚未发行的电影 |

| 年份   | 片名                     | 角色                               | 備註       |
| ------ | ------------------------ | ---------------------------------- | ---------- |
| 2007   | 情不自禁愛上你           | Izzie Mensforth                    |            |
| 2007   | 乔那森·图米的圣诞奇迹    | Celia Hardwick                     |            |
| 2007   | 贖罪                     | Briony Tallis                      |            |
| 2007   | 魔幻奇緣                 | Benji McGarvie                     |            |
| 2008   | 微光城市－黑暗之光首部曲 | Lina Mayfleet                      |            |
| 2009   | 蘇西的世界               | Susie Salmon                       |            |
| 2010   | 借物少女艾莉緹           | Arrietty (voice)                   | 英國版配音 |
| 2010   | 自由之路                 | Irena Zielińska                    |            |
| 2011   | 少女殺手的奇幻旅程       | Hanna Heller                       |            |
| 2011   | 紫羅蘭與黛西             | Daisy                              |            |
| 2012   | 血染拜占庭               | Eleanor Webb                       |            |
| 2013   | 宿主                     | Melanie Stryder / Wanderer "Wanda" |            |
| 2013   | 我的生存之道             | Daisy                              |            |
| 2013   | 賈斯汀出任務             | Talia                              | 配音       |
| 2014   | 歡迎來到布達佩斯大飯店   | Agatha                             |            |
| 2014   | 布偶歷險記：全面追緝     | Ballet Dancer                      | 客串       |
| 2014   | 謎河                     | Rat                                |            |
| 2015   | 斯德哥爾摩，賓夕法尼亞   | Leia Dargon                        |            |
| 2015   | 愛在他鄉                 | Éilis Lacey                        |            |
| 2017   | 梵谷：星夜之謎           | Marguerite Gachet                  | 配音       |
| 2017   | 淑女鳥                   | Christine「lady bird」McPherson    |            |
| 2017   | 愛，留在海灘那一天       | Florence Ponting                   |            |
| 2018   | 海鷗                     | Nina Zarechnaya                    |            |
| 2018   | 雙后傳                   | 瑪麗一世                           |            |
| 2019   | 她們                     | Jo March                           |            |
| 2020   | 默愛                     | 夏洛特（Charlotte）                |            |
| 2021   | 法蘭西快報               | 頭牌歌舞女郎(Junkie/Showgirl#1)    |            |
| 2022   | 看你往哪跑               |                                    |            |
| 2023   | Foe                      | Henrietta                          |            |
| 2024   | The Outrun               | Rona                               | 身兼製片人 |
| 待公布 | Blitz†                   | 待公布                             |            |

### 電視劇
| 年份    | 片名   | 角色              | 備註 |
| ------- | ------ | ----------------- | ---- |
| 2003/04 | 门诊部 | Rhiannon Geraghty | 4集  |
| 2005    | 证据   | Orla Boland       | 4集  |
| 2014    | 機器雞 | Various voices    | 2集  |

### 音樂錄影帶
| 年份 | 歌曲        | 演唱者   | 角色        |
| ---- | ----------- | -------- | ----------- |
| 2016 | Cherry Wine | 赫齊爾   | Lead Girl   |
| 2017 | 高威女孩    | 紅髮艾德 | Galway Girl |

## 舞台劇
| 年份 | 劇名     | 角色            | 地點             |
| ---- | -------- | --------------- | ---------------- |
| 2016 | 激情年代 | 艾比蓋兒·威廉斯 | 沃尔特·克尔剧院  |
| 2021 | 馬克白   | 馬克白夫人      | 倫敦阿爾梅達劇院 |

## 外部連結
- 瑟夏·羅南在互联网电影资料库（IMDb）上的資料（英文）
- 互聯網百老匯資料庫（IBDB）上瑟夏·羅南的資料（英文）

=